# Бергункер, Адольф Соломонович
Адольф Соломонович Бергункер (21 сентября 1906, Симферополь — 1989) — советский кинорежиссёр.

## Биография
До учёбы в институте в 1925—1926 работал счетоводом Консервтреста в Симферополе.
В 1930 окончил Институт истории искусств (мастерская С. И. Юткевича). Работал ассистентом режиссёра на киностудии «Белгоскино», с 1934 — на киностудии «Ленфильм» в группах С.Герасимова — «Комсомольск»; братьев Васильевых — «Оборона Царицына», «Фронт» и других. Занимался дубляжом.

## Семья
Жена — Элеонора Евгеньевна Казанская.

## Фильмография
- 1935 — Сокровище погибшего корабля — ассистент режиссёра
- 1936 — Юность поэта — ассистент режиссёра
- 1938 — Комсомольск — ассистент режиссёра
- 1942 — Оборона Царицына (1-я серия) — 2-й режиссёр
- 1942 — Оборона Царицына (2-я серия) — 2-й режиссёр
- 1942 — Сын бойца (новелла в боевом киносборнике N 12) — 2-й режиссёр
- 1943 — Фронт — 2-й режиссёр
- 1946 — Остров Безымянный — режиссёр
- 1953 — Над Неманом рассвет — 2-й режиссёр
- 1953 — Слуга двух господ — режиссёр
- 1954 — Запасной игрок — 2-й режиссёр
- 1955 — Следы на снегу — режиссёр
- 1957 — Рядом с нами — режиссёр
- 1958 — Отцы и дети — режиссёр
- 1964 — Джура
- 1967 — Мятежная застава — режиссёр
- 1970 — Дорога на Рюбецаль — режиссёр
- 1973 — Дверь без замка — режиссёр
- 1977 — Девочка, хочешь сниматься в кино? — режиссёр
- 1979 — Бабушкин внук — режиссёр
- 1982 — Родился я в Сибири… — режиссёр

## Литературное творчество
- Бергункер А. Гипноз. Новелла // Из истории «Ленфильма»: Статьи, материалы, документы. 1930-е годы. — Л.: «Искусство», 1975. — С. 32.